# БАЗИС-21

Пример исполнения БАЗИС-21.2Ц контроллера БАЗИС-21

Пример исполнения БАЗИС-21.2ЦР контроллера БАЗИС-21

БАЗИС-21 — это промышленный контроллер, предназначенный для логической обработки сигналов от различных типов датчиков; выдачи сигналов пуска или автоматического останова (блокировки); предупреждения оператора о нарушениях световыми и звуковыми сигналами; циклического и дискретного управления, ПИ-/ПИД-регулирования.
Контроллер соответствуют Федеральным нормам и правилам в области промышленной безопасности «Общие правила взрывобезопасности для взрывопожароопасных химических, нефтехимических и нефтеперерабатывающих производств», «Правила безопасности химически опасных производственных объектов», Техническим регламентам Таможенного союза ТР ТС 004/2011, ТР ТС 012/2011, ТР ТС 020/2011, а также действующим стандартам.
Контроллер пригоден для использования в системах противоаварийной автоматической защиты (ПАЗ) компрессоров, насосов и другого технологического оборудования в различных областях промышленности.
Данный контроллер входит в группу базовых контроллеров серии БАЗИС.

## Сертификаты и разрешения
- Подтверждено производство на территории РФ (ПП РФ №719)
- Сертификат соответствия требованиям ТР ТС 012/2011
- Внесен в Госреестр средств измерений РФ
- Сертификат по функциональной безопасности
- Декларация о соответствии требованиям ТР ТС 004/2011 и ТР ТС 020/2011

## Исполнения
Контроллер имеет несколько конструктивных исполнений: 
- Регистратор (с цветным ЖКИ 5,7ʺ и 10,4ʺ) — БАЗИС-21.ЦР и БАЗИС-21.2ЦР;
- ПАЗ + Регистратор (с цветным ЖКИ 5,7ʺ и 10,4ʺ) — БАЗИС-21.Ц и БАЗИС-21.2Ц;
- Регулятор (с цветным ЖКИ 5,7ʺи 10,4ʺ) — БАЗИС-21.РР и БАЗИС-21.2РР;
- ПАЗ + Регистратор + Регулятор (с цветным ЖКИ 10,4ʺ) — БАЗИС-21.2ЦУ.

## Функциональные возможности
Исполнения контроллера БАЗИС-21 имеют следующие общие функциональные возможности:
- прием сигналов от датчиков различных типов;
- анализ состояния входных каналов;
- реализация звуковой и световой сигнализации;
- реализация трендов;
- реализация архива событий;
- реализация произвольной логики работы выходных каналов;
- управление исполнительными механизмами и средствами сигнализации;
- самодиагностика с индикацией текущего состояния;
- поддержка MODBUS RTU и технологии ОРС.

Отличительные функциональные возможности приведены в следующей таблице.
| Наименование функции                          | Б-21.ЦР, Б-21.2ЦР | Б-21.Ц, Б-21.2Ц | Б-21.РР, Б-21.2РР | Б-21.2ЦУ |
| --------------------------------------------- | ----------------- | --------------- | ----------------- | -------- |
| Наращивание кол-ва входных каналов            | +                 | +               | +                 | +        |
| Наращивание кол-ва выходных каналов           | –                 | +               | –                 | +        |
| Реализация расчетных (математических) каналов | +                 | +               | +                 | +        |
| Циклическое управление                        | –                 | +               | +                 | +        |
| ПИ-, ПИД-регулирование                        | –                 | –               | +                 | +        |
| Ведение хозучетной статистики                 | +                 | +               | –                 | +        |
| Работа с Ethernet, USB flash                  | +                 | +               | +                 | +        |
| Поддержка функции МАСТЕР                      | +                 | +               | –                 | +        |

## Технические характеристики
Технические характеристики контроллера БАЗИС-21 в различных исполнениях приведены в следующей таблице.
| Наименование характеристики                           | Б-21.ЦР, (Б-21.2ЦР)       | Б-21.Ц, (Б-21.2Ц)         | Б-21.РР, (Б-21.2РР)       | Б-21.2ЦУ                  |
| ----------------------------------------------------- | ------------------------- | ------------------------- | ------------------------- | ------------------------- |
| Макс. кол-во собственных входных каналов              | 56                        | 56                        | 56                        | 56                        |
| Макс. кол-во входных каналов по шине расширения       | 60                        | 132                       | 24                        | 132                       |
| Макс. кол-во собственных выходных каналов             | 23                        | 35                        | 42                        | 35                        |
| Макс. кол-во выходных каналов по шине расширения      | —                         | 100                       | —                         | 100                       |
| Макс. кол-во трендов                                  | 72                        | 72                        | 72                        | 72                        |
| Макс. память трендов, млн точек                       | 24                        | 24                        | 24                        | 24                        |
| Макс. кол-во одновременно индицируемых трендов        | 8 (12)                    | 8 (12)                    | 8 (12)                    | 8 (12)                    |
| Мин./макс. дискретность опроса тренда, с              | 0,5/300                   | 0,5/300                   | 0,5/300                   | 0,5/300                   |
| Макс. кол-во простых/каскадных контуров регулирования | —                         | —                         | 4/4(8/4)                  | 8/4                       |
| Макс. кол-во расчетных каналов                        | 24                        | 24                        | 24                        | 24                        |
| Макс. потребляемая мощность, ВА                       | 50                        | 50                        | 50                        | 50                        |
| Вид монтажа                                           | щит                       | щит                       | щит                       | щит                       |
| Габаритные размеры HxBxL, мм                          | 156х220х276 (200х324х310) | 156х220х276 (200х324х310) | 156х220х276 (200х324х310) | 156х220х276 (200х324х310) |